# 圣索沃尔拉瓦莱
圣索沃尔拉瓦莱（法語：Saint-Sauveur-la-Vallée，法語發音：[sɛ̃ sovœʁ la vale]）是法国洛特省的一个旧市镇，属于古尔东区。2016年，圣索沃尔拉瓦莱与临近的4个市镇合并为新市镇克尔德科斯。

## 地理
圣索沃尔拉瓦莱（44°36'22"N, 1°33'10"E）面积6.7 平方千米，位于法国奧克西塔尼大區洛特省，该省份为法国西南部内陆省份，北起顺时针与科雷兹省、康塔爾省、阿韦龙省、塔恩-加龙省、洛特-加龍省和多尔多涅省接壤。
与圣索沃尔拉瓦莱接壤的市镇（或旧市镇、城区）包括：拉莫特卡塞勒、莱佩什迪韦尔斯、圣马丹德韦尔斯、苏洛梅斯、米拉堡。

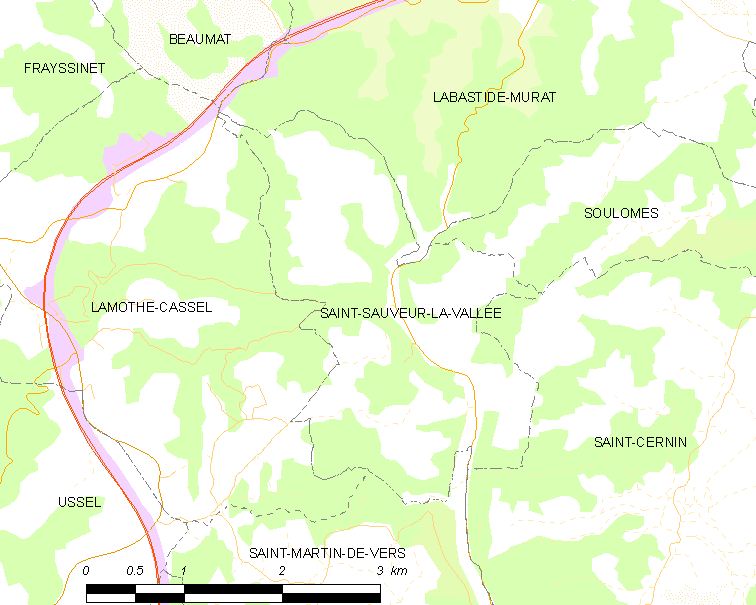
圣索沃尔拉瓦莱的OSM定位图

圣索沃尔拉瓦莱的时区为UTC+01:00、UTC+02:00（夏令时）。

## 行政
圣索沃尔拉瓦莱的邮政编码为46240，INSEE市镇编码为46291。

## 政治
圣索沃尔拉瓦莱所属的省级选区为科斯与谷地县。

## 人口

1962-2008年间圣索沃尔拉瓦莱人口变化图示

圣索沃尔拉瓦莱于2018年1月1日时的人口数量为53人。